# Epic Games
Epic Games, Inc. (anteriormente llamada Potomac Computer Systems y después Epic MegaGames) es una empresa desarrolladora de videojuegos estadounidense con sede en Cary (Carolina del Norte), conocida por su tecnología Unreal Engine, que ha impulsado su popular serie de juegos de disparos en primera persona Unreal y la saga Gears of War, así como el mundialmente famoso Fortnite. 
Fundada en 1991 por Tim Sweeney, quien actualmente ejerce como CEO, Epic Games es la sociedad matriz de varios desarrolladores, entre ellos Chair Entertainment, Psyonix y, más recientemente, Quixel. También ha puesto en marcha estudios en diversos países y esta asociada con la compañía china Tencent Holdings.

## Historia

### Potomac Computer Systems (1991-1992)
Epic Games se fundó inicialmente bajo el nombre de "Potomac Computer Systems" en 1991 por Tim Sweeney en Potomac (Maryland), lanzando su producto estrella, ZZT, ese mismo año. 

### Epic MegaGames (1992–1999)
Durante la última parte del tiempo de vida de ZZT, la empresa llegó a ser conocida como Epic MegaGames y posteriormente fueron lanzados numerosos juegos shareware populares, como Overkill, Tyrian, Epic Pinball, Brix, Dare to Dream, Jill of the Jungle, Kiloblaster, Xargon, Solar Winds, Ken's Labyrinth, Jazz Jackrabbit, Radix: Beyond the Void y One Must Fall: 2097. Durante este tiempo, Epic también publicó y vendió juegos desarrollados por otros desarrolladores como los juegos de Safari Software y también The Adventures of Robbo, Heartlight, y Electro Man; y Renaissance's Zone 66. 
En 1996, Epic MegaGames produjo un shooter isométrico llamado Fire Fight, (un shareware), desarrollado por los polacos Chaos Works. Más tarde fue lanzado comercialmente por Electronic Arts.
En 1997, Software Safari fue adquirida en su totalidad por Epic MegaGames y algunos de sus títulos, así como otros juegos anteriores a 1998, se vendieron bajo la marca Epic Classics hasta finales de 2012.
En 1998, Epic MegaGames lanzó Unreal, un shooter en primera persona en 3D desarrollado conjuntamente con Digital Extremes, que se expandió en una serie de juegos de Unreal. La compañía también comenzó a licenciar el motor gráfico del juego, llamado Unreal Engine, a otros desarrolladores de juegos.

### Epic Games (1999-presente)
En 1999, la compañía cambió su nombre por el de Epic Games y mudó sus oficinas, incluyendo su sede en Rockville, a Cary, Carolina del Norte. En 2006, Epic lanzó Gears of War para Xbox 360 y PC, siendo este un éxito rotundo y uno de los buques insignias de la segunda consola de Microsoft. Al año siguiente lanzaron Unreal Tournament 3 para PC, PS3 y Xbox 360.
En el verano de 2009, Epic lanzó Shadow Complex para Xbox Live Arcade. El 7 de noviembre de 2008, Epic Games lanzó Gears of War 2 en exclusiva para Xbox 360, la secuela del exitoso Gears of War, que sigue la historia de la lucha de la humanidad contra los Locust.
Epic trabajó en un juego para iOS llamado Infinity Blade, que fue lanzado el 9 de diciembre de 2010. También lanzaron Gears of War 3, el tercer juego de la serie Gears of War el 20 de septiembre de 2011, al igual que el 2 solo para Xbox 360.
En 2011, se disolvió la subsidiaria de Epic Titan Studios.
En los Spike Video Game Awards de 2011, Epic Games anunció su nuevo juego llamado Fortnite.
En junio de 2012, Epic anunció que estaban abriendo un nuevo estudio, Epic Baltimore, formado por miembros de 38 Studios y Big Huge Games. Epic Baltimore fue rebautizado a Studios imposibles en agosto de 2012. Sin embargo, el estudio terminó cerrando sus puertas en febrero de 2013.
En julio de 2012, la empresa china Tencent Holdings adquirió aproximadamente el 48,4% del capital social de Epic entonces emitida, lo que equivale a 40 por ciento del total de Epic (incluye tanto las opciones sobre acciones y acciones de los empleados), por $ 330 millones. Tencent Holdings tiene el derecho de nominar a los directores a la junta de Epic Games y así contabilizado como un asociado del Grupo. Sin embargo, Tim Sweeney declaró que Tencent tiene muy poco control sobre la producción creativa de Epic Games. Un número de funcionarios de alto perfil dejó la compañía a los meses después de que se anunciara el acuerdo. 
En octubre de 2012, Cliff Bleszinski anunció que dejaba Epic Games después de 20 años en la empresa. Su razón oficial fue "Es hora de un descanso muy necesario". 
En diciembre de 2012, el presidente de Epic Games, Mike Capps, anunció su retiro y cita sus razones por la llegada de un bebé que está teniendo con su esposa y sus planes para ser un ama de casa. Posteriormente anunció su partida de su función de asesoramiento, así como su afiliación con la empresa en marzo de 2013. 
En febrero de 2013, Impossible Estudios estaba cerrado, menos de un año después de su apertura. Para el 13 de marzo Epic lanzaría el último Gears Of war llamado Gears of War: Judgment. Sería el último juego de la saga desarrollado por ellos, pero la licencia quedaría en manos de Microsoft
El 27 de enero de 2014, Microsoft adquirió los derechos de la serie Gears of War de Epic Games. El primer juego desde la adquisición (Gears of War 4) se dio a conocer por The Coalitión, compañía que desde ahora se hará cargo del desarrollo de futuras entregas de la saga. Hasta ese momento,  Gears of War había vendido 22 millones de copias y unas ventas superiores a los mil millones de dólares.
El 8 de mayo de 2014, Epic Games ha anunciado un nuevo título de la saga Unreal Tournament. El juego será gratuito, abierto al modding, y esencialmente, desarrollado junto a los fanes.

#### Éxito de Fortnite
Para julio de 2017, Fortnite finalmente estaba en un estado para el juego público. Epic lanzó el título a través de un acceso anticipado pagado en ese momento, con un lanzamiento gratuito completo previsto para 2018. Siguiendo la popularidad de PlayerUnknown's Battlegrounds, un juego de Battle Royale lanzado a principios de 2017, Epic desarrolló una variante de Fortnite llamada Fortnite Battle Royale, que se lanzó en septiembre de 2017 como un título gratuito en computadoras, consolas y plataformas móviles. Fortnite Battle Royale rápidamente ganó una audiencia, acumulando más de 125 millones de jugadores en mayo de 2018 con estimaciones de haber ganado más de $ 1 mil millones en julio de 2018 a través de microtransacciones, incluido su sistema de pase de batalla. Se estimó que Epic Games, que tenía un valor de alrededor de US $ 825 millones en el momento de la adquisición de Tencent, tenía un valor de US $ 4.5 mil millones en julio de 2018 debido a Fortnite Battle Royale, y se esperaba que superara los US $ 8.5 mil millones para fines de 2018 con proyecciones de crecimiento del juego. El conteo de jugadores continuó expandiéndose cuando Epic abrió nuevos caminos al convencer a Sony de cambiar su postura en el juego multiplataforma permitiendo a los jugadores en cualquier dispositivo competir entre ellos en Fortnite Battle Royale. Fortnite había atraído a casi 250 millones de jugadores hasta marzo de 2019.
El éxito comercial de Fortnite permitió a Epic realizar varios cambios en sus otras ofertas de productos. En julio de 2018, redujo el recorte de ingresos del 30% que tomó para los activos vendidos en Unreal Engine Marketplace del 30% al 12%. Epic lanzó la tienda digital Epic Games Store para competir con servicios como Steam y GOG.com, no solo con un recorte del 12% de los ingresos en comparación con el estándar de la industria del 30%, sino que también eliminó el recorte del 5% para los juegos que utilizan el motor Unreal vendido a través de la tienda. Sin embargo, la compañía también reorientó sus esfuerzos de desarrollo para proporcionar más soporte para Unreal y Fortnite al finalizar el soporte para Paragon y Unreal Tournament.
El éxito financiero de Fortnite trajo una inversión adicional en Epic Games. Epic Games fue una de las once compañías seleccionadas para formar parte del programa Disney Accelerator en 2017, brindando inversión de capital Epic y acceso a algunos de los ejecutivos de Disney, y una oportunidad potencial para trabajar con Disney en el futuro. Disney había seleccionado a Epic y aXiomatic como potenciales líderes en la creciente arena de los deportes electrónicos. Epic anunció en octubre de 2018 que había adquirido US $ 1.250 millones en inversiones de siete empresas: KKR, ICONIQ Capital, Smash Ventures, aXiomatic, Vulcan Capital, Kleiner Perkins y Lightspeed Venture Partners. Las empresas se unen a Tencent, Disney y Endeavor como accionistas minoritarios en Epic, que todavía está controlada por Sweeney. Con la inversión, se estima que Epic Games tendrá una valoración de casi US $ 15 mil millones en octubre de 2018.
Además de expandir el soporte para Fortnite y Epic Games Store, estas inversiones le permitieron a Epic adquirir empresas adicionales. En enero de 2018, se anunció que Epic había adquirido Cloudgine, un desarrollador de software de juegos basado en la nube. La compañía también anunció la adquisición de Kamu, una empresa que ofrecía software antitrampas, en octubre de 2018. Un año después, en enero de 2019, Epic adquirió 3Lateral y Agog Labs. 3Lateral es conocida por sus creaciones de "humano digital", utilizando una combinación de tecnología digital, captura de movimiento y otras herramientas para crear sujetos humanos fotorrealistas en tiempo real. Epic planea agregar algunas de las características de 3Lateral al Unreal Engine. Agog había desarrollado SkookumScript, una plataforma para programar eventos en videojuegos; Al anunciar esta adquisición, Agog declaró que detendrán el desarrollo de SkookumScript para trabajar más en el soporte de secuencias de comandos de Unreal Engine.
Epic's ha utilizado su ganancia inesperada para respaldar sus productos. En enero de 2019, luego de una disputa entre Improbable y Unity Technologies sobre los cambios en los usos aceptables del motor de juego Unity, Epic anunció que se estaba asociando con Improbable para lanzar un fondo de US $ 25 millones para ayudar a los desarrolladores que creen afectados por estos cambios hacia las soluciones que son más abiertos y tendrían menos compatibilidades de servicio. Epic lanzó un bote de premios de US $ 100 millones en febrero de 2019 para actividades de esports relacionadas con Fortnite que planea ejecutar desde 2019 en adelante. Para expandir sus iniciativas de esports, Epic Games contrató a Nate Nanzer de Blizzard Entertainment y su comisionado de la Overwatch League en mayo de 2019. En la Conferencia de Desarrolladores de Juegos de 2019, Epic anunció que lanzaría una iniciativa MegaGrants de US $ 100 millones, que permite a cualquier persona solicitar fondos de hasta US $ 500,000 para apoyar el desarrollo de juegos usando Unreal Engine o para cualquier proyecto, incluso si no está directamente relacionado con los juegos. , eso beneficiaría al Unreal Engine. Una de las primeras entidades importantes financiadas en virtud de esto fue la Fundación Blender en julio de 2019, después de haber recibido US $ 1,2 millones de los fondos de MegaGrants, para ayudarlos a mejorar y profesionalizar sus herramientas Blender para la creación de arte en 3D.
Epic adquirió Psyonix, el desarrollador de Rocket League, en mayo de 2019. Epic y Psyonix habían tenido una historia pasada, ya que Psyonix se fundó originalmente a unas pocas millas de la sede de Epic y había contribuido al Torneo Unreal de Epic.  Epic adquirió la herramienta de visualización Twinmotion utilizada en el diseño arquitectónico en mayo de 2019 de Abvent, y que planean expandir e incorporar a sus ofertas de Unreal Engine. Epic adquirió Life on Air, los desarrolladores detrás de la aplicación de chat social Houseparty en junio de 2019.
Epic Games recibió el Premio Especial de la Academia Británica de Artes de Cine y Televisión en junio de 2019 por sus desarrollos pasados y continuos para Unreal Engine, un software que también le valió el Premio a la Excelencia en Ingeniería de la Asociación Profesional de Hollywood.
En noviembre de 2019, Epic adquirió Quixel, la biblioteca de activos de fotogrametría más grande del mundo que fabrica modelos 3D de objetos basados en fotografías de alta definición del mundo real. Epic planea abrir la biblioteca de modelos existente de Quixel a los usuarios de Unreal Engine, mientras que el personal de Quixel continuará desarrollando sus activos dentro de Epic. La compañía adquirió Cubic Motion, un estudio que proporciona animaciones faciales digitales muy detalladas para películas y videojuegos, en marzo de 2020.
Epic anunció en marzo de 2020 que estaba estableciendo un nuevo sello editorial multiplataforma, Epic Games Publishing. Junto a esto, el sello había anunciado tres acuerdos con los desarrolladores Remedy Entertainment, Playdead y GenDesign en los que Epic financiaría completamente el desarrollo y la publicación (incluidos los salarios de los empleados, el control de calidad, la localización y el marketing) de uno o más juegos de cada estudio, pero se quedó con el control creativo completo y derechos de propiedad intelectual para el estudio, y participación en los beneficios, luego de que Epic recupere su inversión, 50/50 con el estudio..
Unreal Engine 5 se anunció a mediados de mayo de 2020, con planes para un lanzamiento a fines de 2021. Junto con este anuncio, Epic lanzó Epic Online Services, un conjunto de herramientas SDK gratuito para emparejamiento en línea y otras funciones de soporte de juego multiplataforma similares basadas en Fortnite. Epic renunció aún más a todas las tarifas de licencia de Unreal, retroactivamente para los juegos hasta los primeros US $ 1 millón en ingresos, independientemente de cómo se publicaron, retroactivamente a partir del 1 de enero de 2020.
Bloomberg informó que Epic se estaba acercando a una valoración de US $17 mil millones en junio de 2020 una vez que había completado una nueva ronda de inversión de US $ 750 millones de sus anteriores inversores y recién llegados T. Rowe Price Group Inc. y Baillie Gifford.

## Productos

### Videojuegos
Epic Games es conocido por sus videojuegos como ZZT, desarrollado por el fundador Tim Sweeney, junto con varios títulos Shareware, incluyendo Jazz Jackrabbit y Epic Pinball, también Unreal serie de videojuegos, que es utilizado para demostrar su Unreal Engine, como las series de Gears of War que ahora es propiedad de The Coalition y Microsoft Game Studios, Infinity Blade, Shadow Complex, Bulletstorm y Fortnite.

### Unreal Engine
Epic es el propietario de cuatro exitosos motores de juegos en la industria de los videojuegos. Cada motor Unreal tiene un conjunto completo de características de renderizado gráfico, procesamiento de sonido y física que puede ser ampliamente adaptado para ajustarse a las necesidades específicas de un desarrollador de juegos que no quiere codificar su propio motor desde cero. Los cinco motores que Epic ha creado son el Unreal Engine 1, Unreal Engine 2 (incluyendo los lanzamientos 2.5 y 2.X), Unreal Engine 3, Unreal Engine 4, y por último Unreal Engine 5, cuyo lanzamiento está programado para finales de 2021. Epic también brinda apoyo al Unreal Marketplace, donde los creadores pueden vender y comprar recursos digitales.

### Epic Games Store
Epic anunció su propia tienda digital de videojuegos llamada Epic Games Store el 4 de diciembre de 2018, la cual lanzó oficialmente días más tarde durante la ceremonia de The Game Awards 2018. A diferencia de la plataforma Steam de Valve, que se queda con una ganancia del 30% de la venta de cualquier juego, la Epic Games Store solo obtiene un 12%, además de la reducción normal del 5% para los juegos desarrollados en Unreal Engine. Esta política de Epic tiene como objetivo principal atraer a los desarrolladores e incentivarlos a que utilicen su tienda para sus lanzamientos en PC.

## Tecnología
Epic Games es el propietario de cuatro motores de juego en la industria del videojuego. Cada 'Unreal Engine' tiene unas características completas de procesamiento de vídeo, procesamiento de sonido, y física que puede ser ampliamente modificado para adaptarse a las necesidades concretas de un desarrollador de juego que no quiere construir un motor desde cero. Los cuatro motores que Epic Games ha creado son 'Unreal Engine 1' , 'Unreal Engine' incluyendo sus actualizaciones 2.5 y 2.X, 'Unreal Engine 3' y 'Unreal Engine 4'

### Demanda
El 19 de julio de 2007, el estudio de videojuegos canadiense 'Silicon Knights' demandó a Epic Games por fallo al suministrar un motor de juegos funcional, causando a la desarrolladora de juegos, con base en Ontario, considerables perdidas. La demanda alegaba que Epic Games estaba saboteando las licencias de su motor 'Unreal Engine 3'. La licencia de Epic Games manifestaba que una versión funcional del motor estaría disponible en el plazo de seis meses después de que el kit de los desarrolladores de Xbox 360 fuese lanzado. Silicon Knights reclamó que Epic no solo falto a esta afirmación, también que cuando la versión del motor salió a la venta, la documentación era insuficiente. El estudio también denunció que Epic había ocultado mejoras vitales en el motor de juegos, declarando que eran mejoras específicas para juegos, mientras también usaban las entradas de las licencias para desarrollar juegos de su propia marca antes que desarrollar el motor en sí.
En agosto de 2007, Epic Games contra-demandó a Silicon Knights, argumentando que el estudio estaba al tanto cuando firmó que ciertas características del 'Unreal Engine 3' estaban aún en desarrollo y que los componentes continuarían siendo desarrollados y añadidos mientras Epic Games terminaba el trabajo en Gears of War. Así, en un comunicado, Epic dijo ''SK sabía que cuando se comprometió con el acuerdo de licencia que el Unreal Engine 3 podía no cumplir sus requerimientos y que podía no ser modificado para cumplirlos''. Además, la contra-demanda reclamaba que Silicon Knights había hecho ''uso desautorizado de la tecnología licenciada de Epic Games'' y había infringido y de otro modo violado los derechos de propiedad intelectual de Epic, incluyendo los derechos de propiedad de trabajos de Epic, secretos comerciales, know-how e información confidencial, al incorporar la tecnológía de Epic y el código del Unreal Engine 3 en su propio motor, el 'Silicon Knights Engine'. Es más, Epic denunció que el desarrollador canadiense rompió el contrato utilizando este trabajo derivado en un título propio y en un segundo juego con Sega, una asociación por la que Epic nunca recibió un pago de licencia.
El 30 de mayo de 2012, Epic derrotó los abogados de Silicon Knights y ganó su contrademanda con 4,45 millones de dólares en temas de violación de los derechos de autor, malversación de secretos comerciales y violación de contrato. Respecto a la contra-demanda de Epic, el juez dictaminó que Silicon Knights había deliberada y repetidamente 'copiado centenas de líneas de códigos con derechos de autor de Epic Games' e intentó ocultar su delito borrando los derechos de autor de Epic y disfrazando los códigos de Epic como propiedad de Silicon Knights. Las evidencias en contra de Silicon Knights eran arrolladoras según el juez. También dijo que el estudio había incluso fallado al borrar o corregir los errores tipográficos que los programadores de Epic Games habían cometido en esos códigos.
Como resultado, el 7 de noviembre de 2012, el jurado dictaminó que Silicon Knights tenía que destruir todos los códigos de juegos derivados del Unreal Engine 3, toda la información de las áreas de licencia restringida del motor de Epic Games de la página web y permitir a Epic Games acceder a los servidores de la compañía y a otros departamentos para asegurar que estos códigos habían sido destruidos. Además, el estudio fue obligado a retirar y destruir todas las copias de los juegos hechos con los códigos de Unreal Engine 3, incluyendo Too Human, X-Men Destiny, The Sandman, The Box/RItualyst y SIren in then Maelstrom.
En mayo de 2014, después de la pérdida del juicio,Silicon Knights declaró la bancarrota y la oficina del comisario de bancarrota hizo un certificado que confirmaba la bancarrota.
El 20 de diciembre de 2022, fue condenada a pagar una multa de 419 millones de Euros por violar la legislación de protección de la privacidad de los menores y por utilizar técnicas engañosas para promover compras dentro de sus juegos. El Departamento de Justicia de Estados Unidos ha anunciado que la empresa Epic Games ha sido multada con una cantidad de 275 millones de dólares (260 millones de euros) por violar la Ley de Protección de Privacidad Online de Menores. Esta ley establece que cualquier empresa que ofrezca servicios en línea a menores de edad debe proporcionar a sus usuarios un grado alto de protección de su información personal. La multa se aplica por no cumplir con esta ley. Por otro lado, la Comisión Federal de Comercio de los Estados Unidos (FTC) ha impuesto una multa a Epic Games de 245 millones de dólares (232 millones de euros) para devolver a los consumidores. Esta multa se debe a que Epic Games violó la ley utilizando prácticas engañosas y diseños específicamente desarrollados para motivar a los jugadores a realizar compras, conocido como "patrones oscuros".

## Filtración
Aunque Gears of War 3 tenía que estar disponible el 20 de septiembre de 2011, una filtración del juego apareció antes en la red. Debido a esto, el lanzamiento del título para Xbox 360 se encontraba disponible en páginas de descarga, aunque Epic Games aclaró de manera oficial que no es la versión final del mismo y que tanto Epic Games como Microsoft (distribuidora) están trabajando a nivel seguridad y legal para solucionar la situación.